# Lange Gasse 10 (Nördlingen)

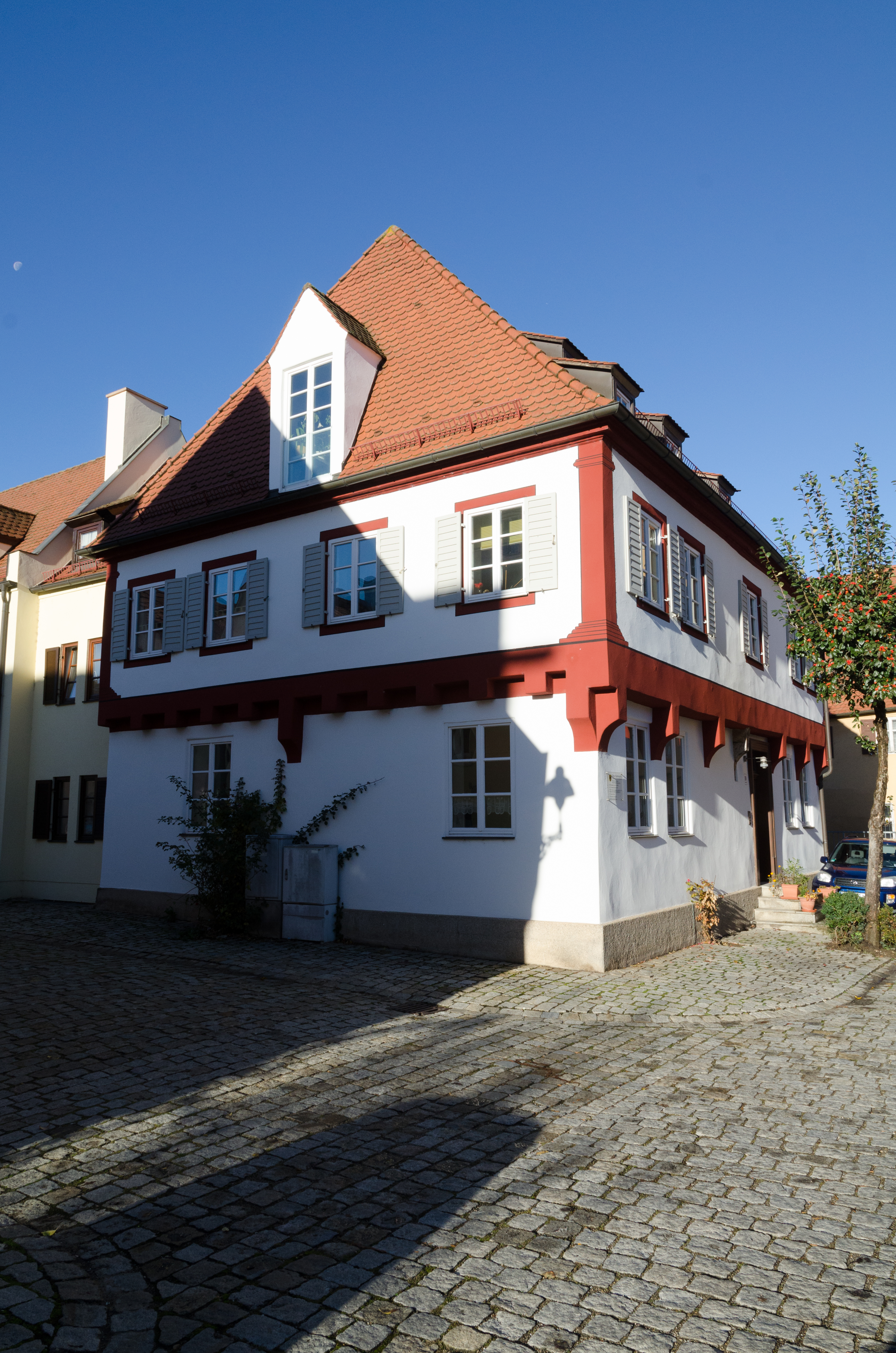
Gebäude Lange Gasse 10 in Nördlingen

Das Gebäude Lange Gasse 10 in Nördlingen, einer Stadt im schwäbischen Landkreis Donau-Ries in Bayern, wurde im Kern um 1485 errichtet. Das Dachtragwerk stammt aus dem 18. Jahrhundert. Das Fachwerkhaus in Ecklage zur Bräugasse, das ehemals das städtische Brauhaus war, wo die Nördlinger Gastwirte ihr Bier brauen durften, ist ein geschütztes Baudenkmal.
Der zweigeschossige Ständerbau mit über Knaggen vorkragendem Obergeschoss hat ein Walmdach. Bei der Renovierung in den Jahren 1983/84 wurde die rot abgesetzte Gurt- und Lisenengliederung aus der Zeit um 1744 wiederhergestellt. 
Aus städtischem Eigentum kam das Brauhaus 1743 in den gemeinsamen Besitz der Gastwirte. 